# Pseudosphromenus
Genre
Pseudosphromenus est un genre de poissons d'eau douce de la famille des Osphronemidae. Ces espèces sont originaires d'Asie.

## Liste des espèces
Selon ITIS (1er janvier 2020) :
- Pseudosphromenus cupanus (Cuvier in Cuvier & Valenciennes, 1831)
- Pseudosphromenus dayi (Köhler, 1908)